# Holubinka habrová
Holubinka habrová (Russula carpini), jinak také holubinka habromilná, je druh houby z čeledi holubinkovitých (Russulaceae). V Červeném seznamu hub České republiky je druh uveden jako téměř ohrožený.

## Znaky
Klobouk je 2–13 cm široký, tvarem přechází z polokulovitého přes klenutý až na plochý s mělkou středovou prohlubní. Okraje jsou nevýrazně, krátce rýhované. Pokožka je matná, po dešti lesklá, slupitelná až do 2/3 poloměru klobouku, může nabývat několika různých barev - od hnědé přes zelenohnědou, hnědofialovou, hnědou, olivovou, až vínovou s odstíny žluté, okrové či růžové, rozmístěnými na podkladu v nepravidelných skvrnách.
Lupeny jsou křehké, na chuť lehce palčivé, propojené drobnými žilkami, bílé, oranžově žluté až hnědě skvrnité, u třeně jsou zaobleně připojené, na klobouku jsou středně hustě uspořádané. Výtrusný prach je tmavě žlutý.
Třeň je 4–8 cm dlouhý, válcovitý, křehký, hladký nebo podélně rýhovaný, uvnitř houbovitý až dutý, na řezu žloutne až hnědne.
Křehká dužnina je bílá, na řezu žlutá až hnědavá, chuťově je mírná, voní slabě po ovoci.

## Užití
Jedlá houba.

## Ekologie
Od května do září se tato holubinka vyskytuje vzácně na teplých, bazických stanovištích, ze stromů roste výhradně pod habry.

## Rozšíření
Druh je rozšířen v oblastech Ruska, Itálie, Německa, Dánska, Švédska, Rakouska, Švýcarska, Nizozemska, Řecka, Francie, Lucemburska, Belgie, Polska, České republiky, Slovenska a Slovinska.

## Galerie

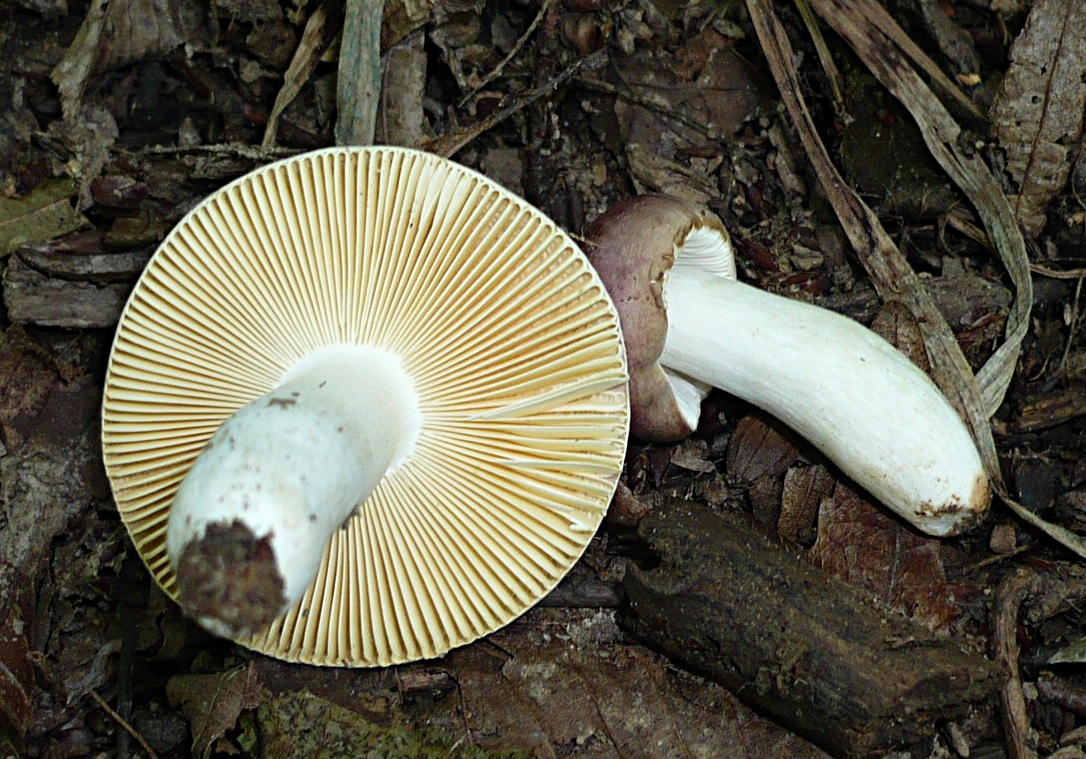
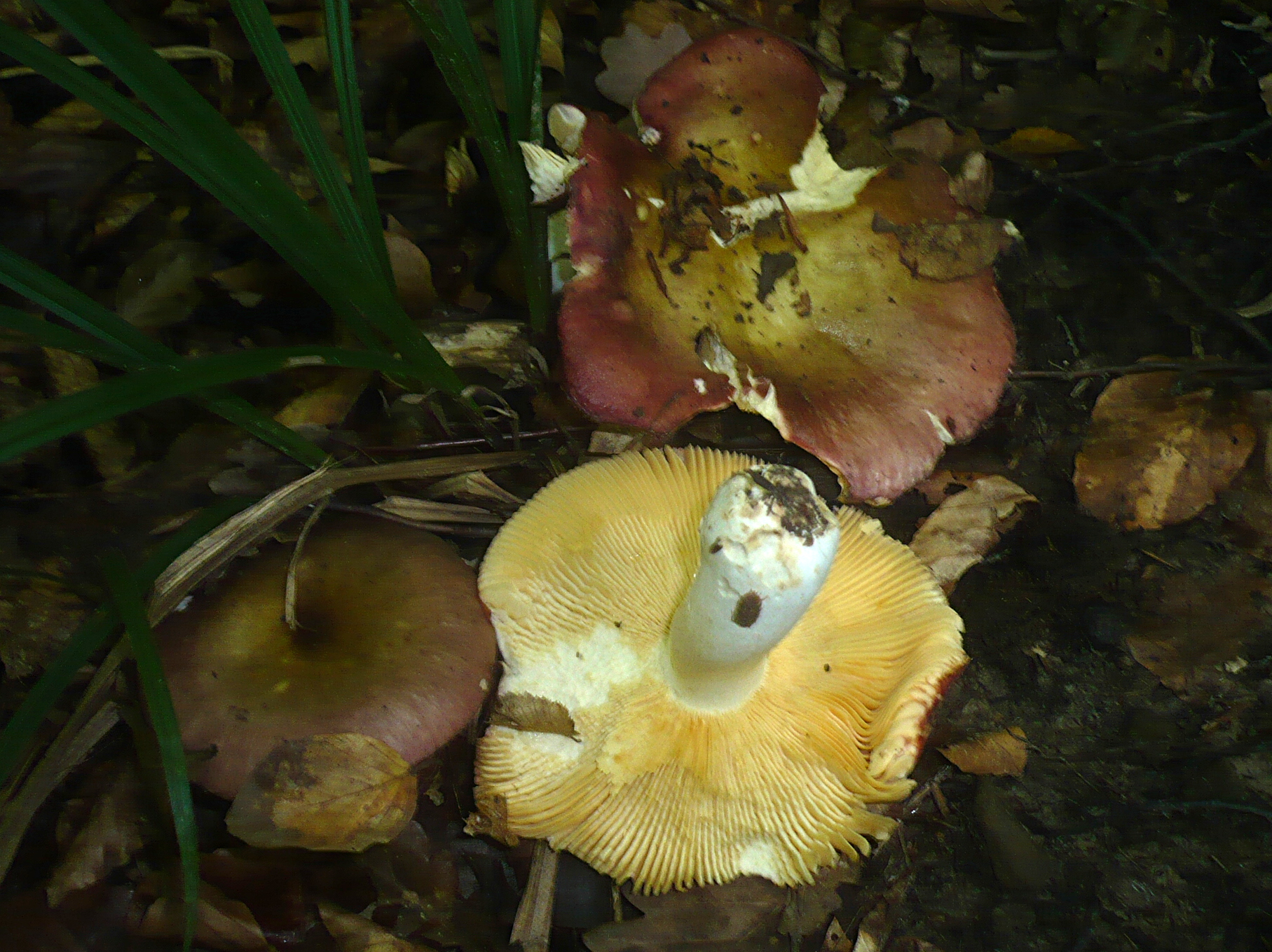
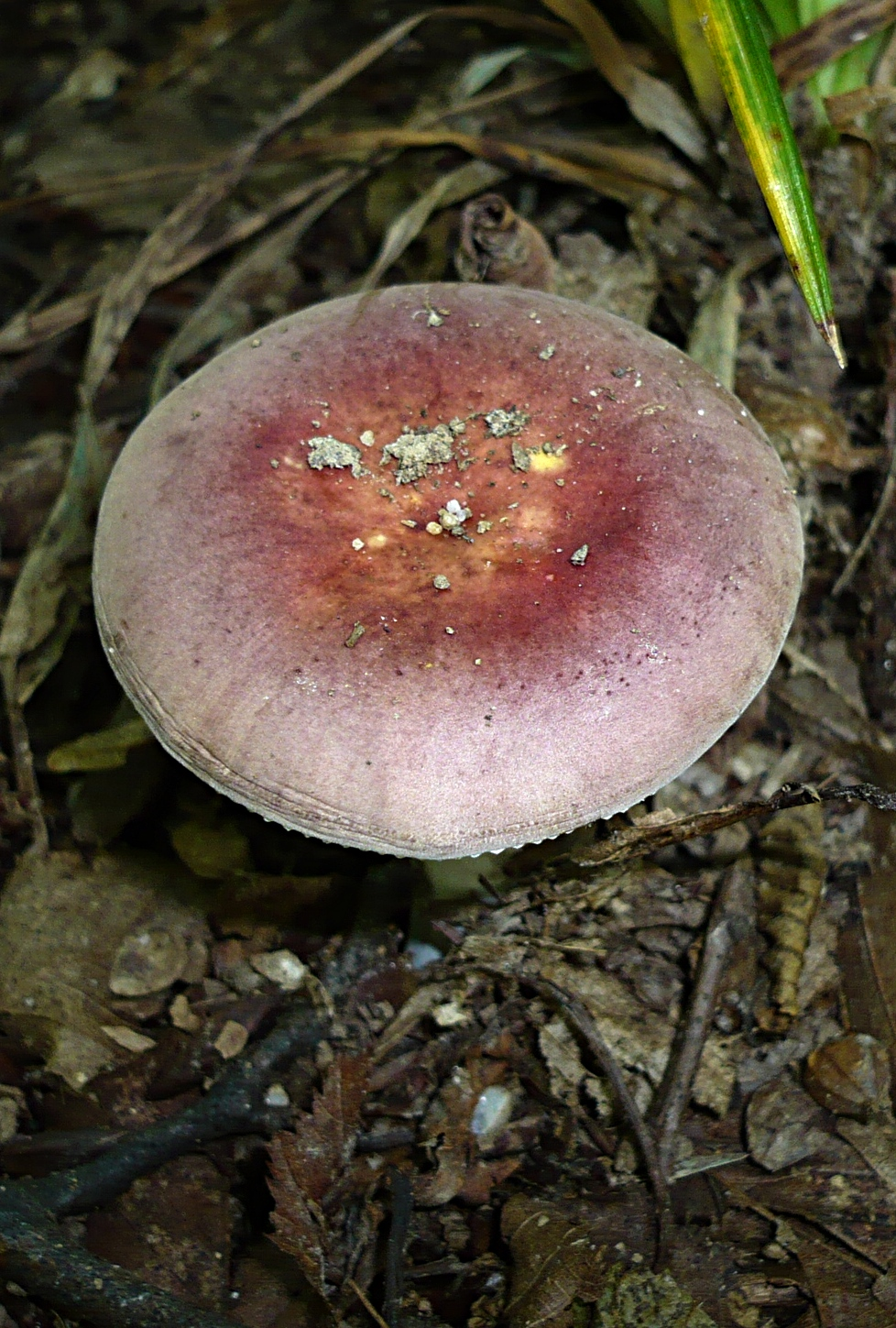
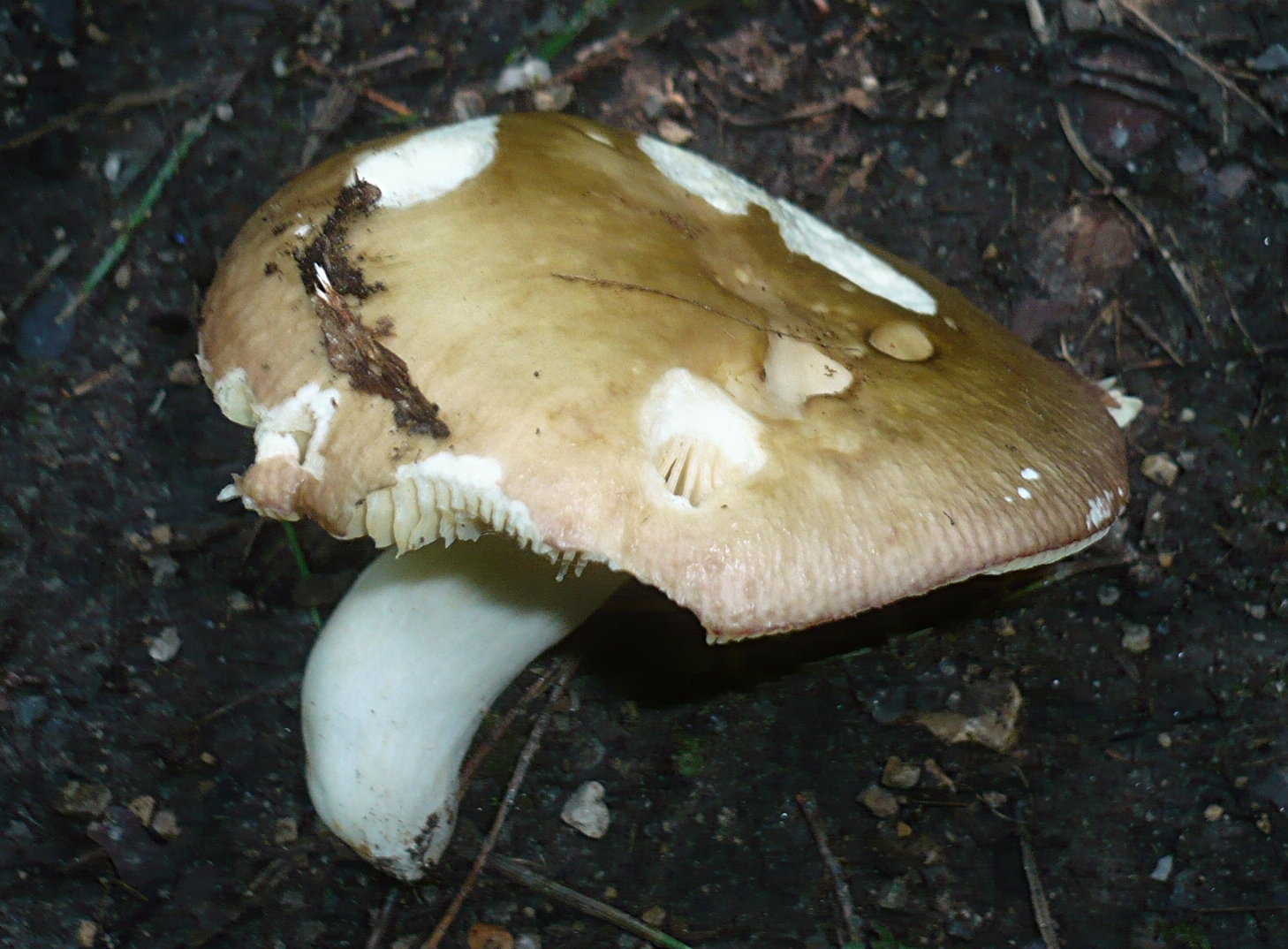

## Možnost záměny
- Holubinka vonná (Russula odorata)
- Holubinka olivová (Russula olivacea)
- Holubinka celokrajná (Russula integra)
- Holubinka Romellova (Russula romellii)
- Holubinka krátkonohá (Russula curtipes)
- Holubinka podrusá (Russula alutacea)